# Prefectura apostólica de Yixian
La prefectura apostólica de Yixian o de Yihsien (en latín: Praefectura Apostolica Yihsienensis y en chino: 天主教易县监牧区) es una circunscripción eclesiástica de la Iglesia católica en China. Se trata de una prefectura apostólica latina, inmediatamente sujeta a la Santa Sede. Desde enero de 2015 es sede vacante, aunque para el Anuario Pontificio lo es desde el 12 de noviembre de 1961. La Asociación Patriótica Católica China la suprimió en 1980 fusionando su territorio a la diócesis de Baoding, junto con la diócesis de Anguo, sin el asentimiento de la Santa Sede.

## Territorio y organización
La prefectura apostólica tiene 7900 km² y extiende su jurisdicción sobre los fieles católicos de rito latino residentes en parte de la provincia de Hebei.
La sede de la prefectura apostólica se encuentra en el condado de Yi (o Yixian), en la ciudad prefectura de Baoding, en donde se halla la catedral.
Para 1949 el Anuario Pontificio no publicó el número de parroquias.

## Historia
La misión sui iuris de Yixian (Yihsien) fue erigida el 25 de mayo de 1929 mediante el breve Cum venerabilis del papa Pío XI; el territorio se obtuvo de los vicariatos apostólicos de Pekín (hoy arquidiócesis de Pekín) y Baoding (hoy diócesis).
El 9 de diciembre de 1935 la misión sui iuris fue elevada al rango de prefectura apostólica mediante la bula Si in enascenti del papa Pío XI.
El 12 de julio de 1949 el Partido Comunista de China capturó Yixian, se impuso en la guerra civil y proclamó la República Popular China el 1 de octubre de 1949. El 4 de septiembre de 1951 China comunista expulsó al nuncio apostólico Antonio Riberi y la Santa Sede continuó reconociendo a la República de China en Taiwán como el legítimo gobierno chino. Todos los misioneros extranjeros fueron expulsados de China comunista desde 1952.
La Asociación Patriótica Católica China fue creada con el apoyo de la Oficina de Asuntos Religiosos de la República Popular de China en 1957, con el objetivo de controlar las actividades de los católicos en China. Su nombre público es Iglesia católica china y es referida como la "Iglesia oficial" en contraposición a la "Iglesia subterránea" o "Iglesia clandestina" leal a la Santa Sede.
En el período de 1966 a 1976 la Revolución Cultural se ensañó especialmente contra la religión, destruyéndose numerosas iglesias y cesaron todas las actividades religiosas en la diócesis. A principios de la década de 1980 la diócesis reanudó sus operaciones.
La Asociación Patriótica Católica China la suprimió en 1980 fusionando su territorio a la diócesis de Baoding, junto con la diócesis de Anguo, sin el asentimiento de la Santa Sede.
Poco se sabe sobre la prefectura apostólica de Yixian después del restablecimiento de los cultos a principios de los años 1980. De hecho, no parece que la prefectura esté reconocida por la Asociación Patriótica Católica China, la única Iglesia católica legalmente reconocida (la ley impone el control estatal sobre la Iglesia católica; además, el nombramiento de los obispos debe ser aprobado por el gobierno).
El primer obispo titular fue Francis Zhou Shanfu, en el cargo desde 1981. En 1988 fue sucedido por Pietro Liu Guandong. A finales de los años 1980, Liu Guandong fundó la Conferencia Episcopal China en comunión con Roma (por lo tanto, no reconocida legalmente). Se reunió por única vez el 21 de noviembre de 1989, eligiendo a Liu como presidente. La reacción del régimen fue inmediata: Pietro Liu fue detenido y conducido a un laogai, donde cumplió tres años de detención.
El 2 de mayo de 1993 falleció el obispo auxiliar, Paolo Liu Shuhe, ordenado obispo en secreto el 8 de mayo de 1982. El obispo titular seguía siendo Pietro Liu Guandong, quien mantuvo la Iglesia local en comunión con Roma hasta 1996. Después de él, la Santa Sede ya no nombró ningún obispo titular.
El sucesor de Peter Liu Guandong fue el obispo coadjutor Cosmas Shi Enxiang, nacido en 1921. El 13 de abril de 2001, a la edad de 80 años, Shi Enxiang fue arrestado y encarcelado en un lugar no revelado. A lo largo de los años ha habido solicitudes urgentes de miembros de la familia sobre el destino de su pariente. En enero de 2015 las autoridades respondieron anunciando la muerte de Shi Enxiang. Las autoridades no revelaron la fecha de la muerte.
El obispo emérito Pietro Liu Guandong también falleció el 28 de octubre de 2013. Después de la muerte de Shi Enxiang, la comunidad católica en comunión con el papa quedó sin liderazgo.
El 22 de septiembre de 2018 se firmó en Pekín el Acuerdo provisional entre la Santa Sede y la República Popular de China sobre el nombramiento de los obispos. El 22 de octubre de 2020 el acuerdo fue prorrogado por otros dos años y en octubre de 2022 por otros dos años más.
Debido a la situación particular de la Iglesia católica en China, la Santa Sede no nombra obispos para las diócesis chinas, que son sedes oficialmente vacantes incluso en presencia de obispos reconocidos por Roma.

## Estadísticas
Según el Anuario Pontificio 2002 la prefectura apostólica tenía a fines de 1949 un total de 6375 fieles bautizados.
| Año                                                                             | Población            | Población | Población      | Sacerdotes | Sacerdotes    | Sacerdotes    | Bautizados por sacerdote | Diáconos permanentes | Religiosos | Religiosos | Parroquias |
| Año                                                                             | Bautizados católicos | Total     | % de católicos | Total      | Clero secular | Clero regular | Bautizados por sacerdote | Diáconos permanentes | Varones    | Mujeres    | Parroquias |
| ------------------------------------------------------------------------------- | -------------------- | --------- | -------------- | ---------- | ------------- | ------------- | ------------------------ | -------------------- | ---------- | ---------- | ---------- |
| 1949                                                                            | 6375                 | 800 000   | 0.8            | 6          | 6             |               | 1062                     |                      | 8          | 32         |            |
| Fuente: Catholic-Hierarchy, que a su vez toma los datos del Anuario Pontificio. |                      |           |                |            |               |               |                          |                      |            |            |            |

## Episcopologio
- Tarcisio Martina, C.S.S. † (22 de octubre de 1929-12 de noviembre de 1961 falleció)
- Sede vacante
  - Francesco Zhou Shanfu † (1981-1988 falleció)
  - Pietro Liu Guandong † (1988-1996 retirado)
  - Cosma Shi Enxiang † (1996-enero de 2015 falleció)